# Distretto di Phanom
Il distretto di Phanom (in thailandese: พนม) è un distretto (amphoe) della Thailandia, situato nella provincia di Surat Thani.